# St. Veiter Schlössl

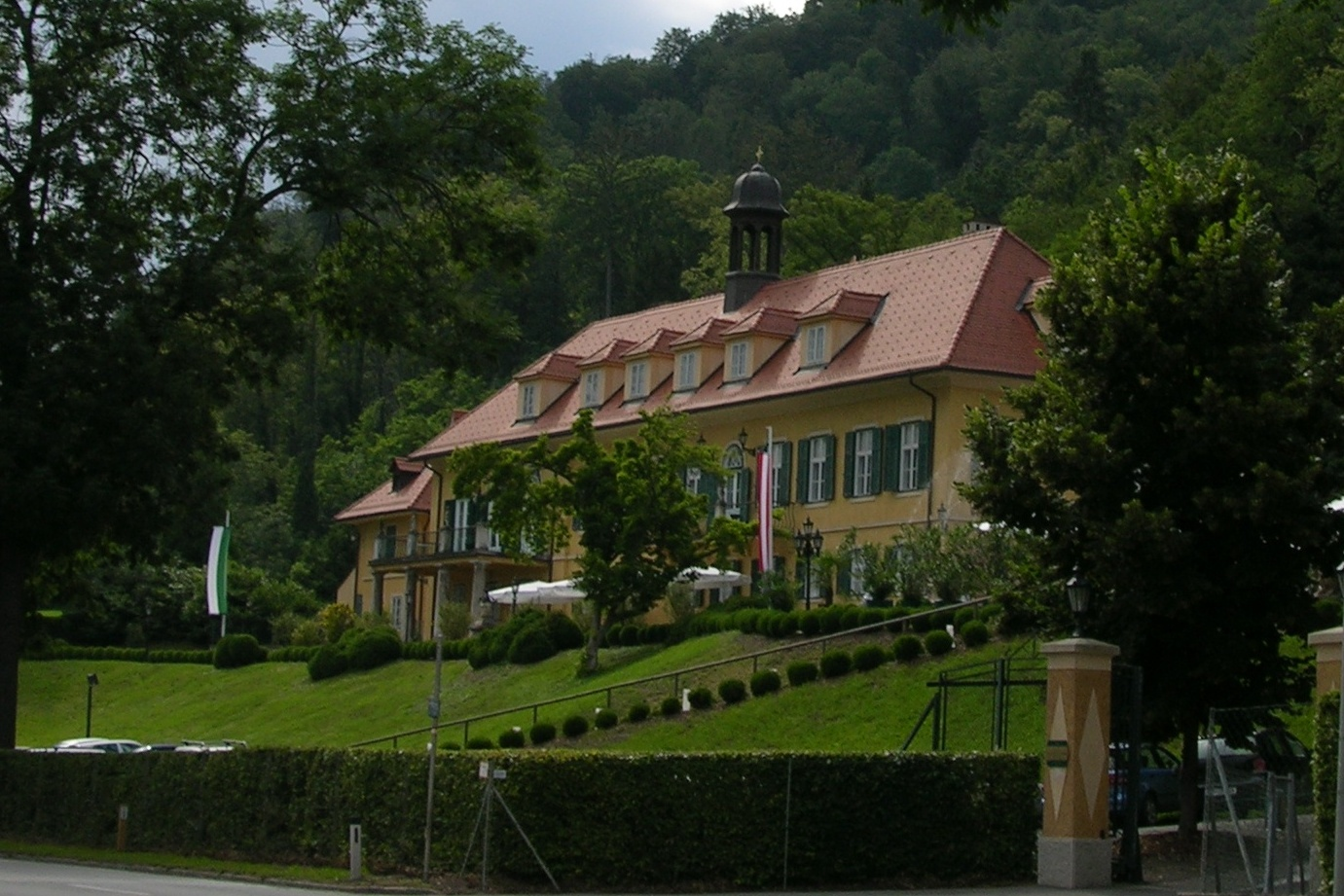
Das St. Veiter Schlössl

Das St. Veiter Schlössl ist ein kleines Schloss in Andritz, dem zwölften Grazer Gemeindebezirk.

## Beschreibung
Das St. Veiter Schlössl bzw. Schloss St. Veit liegt im Norden von Graz in der Andritzer Reichsstraße 144. Mit Blick auf das Zentrum der Kulturhauptstadt, über einem Golfplatz gelegen, bietet das unter Denkmalschutz stehende Schloss als Veranstaltungszentrum die Kulisse für Kunst- und Kulturveranstaltungen bis zu 700 Personen. Das Schloss befindet sich im Privatbesitz, Betreiber des Veranstaltungszentrums und des Lokals ist die aiola Gastronomie GmbH.
In der Nachbarschaft befindet sich das Schloss St. Gotthard in der Andritzer Reichsstraße 160.
Koordinaten: 47° 6′ 45,1″ N, 15° 24′ 19,8″ O